# 湊駅
湊駅（みなとえき）は、大阪府堺市堺区出島町二丁にある、南海電気鉄道南海本線の駅。駅番号はNK12。

## 歴史

### 年表
- 1897年（明治30年）10月1日：南海鉄道が堺駅 - 佐野駅（現・泉佐野駅）間で開業した際に設置。
  - 駅名は開業時に泉北郡湊村であったことに由来する。
- 1944年（昭和19年）6月1日：会社合併により近畿日本鉄道の駅となる。
- 1947年（昭和22年）6月1日：路線譲渡により南海電気鉄道の駅となる。
- 1983年（昭和58年）7月3日：上り線のみ高架化。
- 1985年（昭和60年）5月7日：高架化完成。
- 2012年（平成24年）4月1日 ：駅ナンバリングが導入され、使用を開始[1][2]。

### 鉄道唱歌
鉄道唱歌第5集（関西・参宮・南海篇）（1900年（明治33年）作詞）59番の歌詞にて、当駅が登場する。
かけじや袖とよみおきし その名高師が浜の波 よする浜寺あとに見て ゆけば湊は早前に

## 駅構造
島式1面2線のホームを持つ高架駅である。

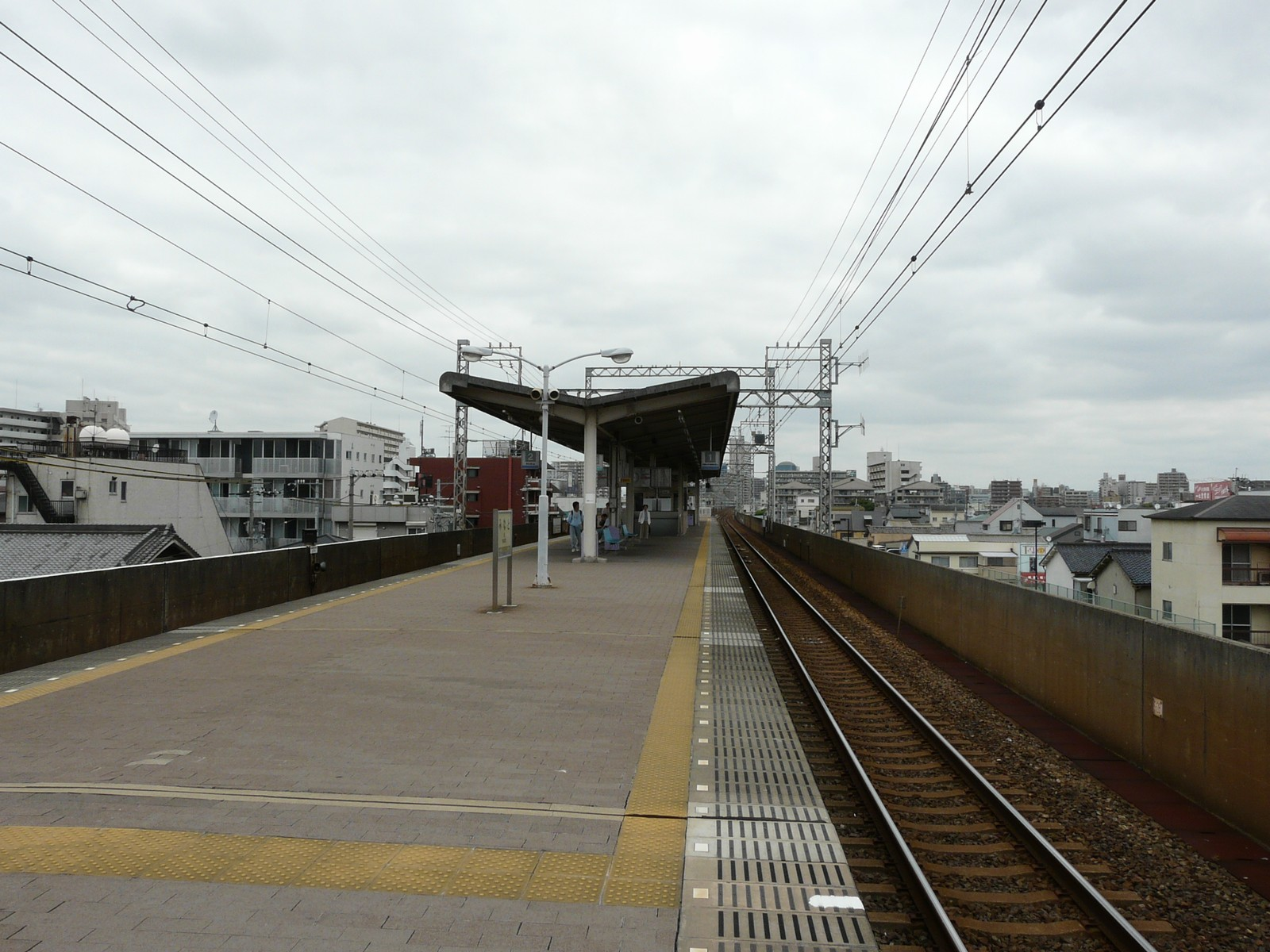
プラットホーム

ホームは3階、改札口は1階にある。窓口は無人駅のため閉鎖されている。トイレは設置されている。

### のりば
| のりば | 路線   | 方向 | 行先                   |
| ------ | ------ | ---- | ---------------------- |
| 1      | 南海線 | 下り | 関西空港・和歌山市方面 |
| 2      | 南海線 | 上り | なんば方面             |

## 利用状況
2019年（令和元年）次の1日平均乗降人員は6,704人（乗車人員：3,355人、降車人員：3,349人）である。
近年の1日平均乗降・乗車人員は下表の通りである。
| 年次   | 1日平均 乗降人員 | 1日平均 乗車人員 | 出典   |
| ------ | ---------------- | ---------------- | ------ |
| 2000年 | 7,716            | 3,816            | [ 4 ]  |
| 2001年 | 7,466            | 3,687            | [ 5 ]  |
| 2002年 | 7,340            | 3,615            | [ 6 ]  |
| 2003年 | 7,224            | 3,556            | [ 7 ]  |
| 2004年 | 7,083            | 3,502            | [ 8 ]  |
| 2005年 | 6,926            | 3,430            | [ 9 ]  |
| 2006年 | 6,870            | 3,392            | [ 10 ] |
| 2007年 | 6,979            | 3,456            | [ 11 ] |
| 2008年 | 7,059            | 3,504            | [ 12 ] |
| 2009年 | 6,796            | 3,367            | [ 13 ] |
| 2010年 | 6,679            | 3,290            | [ 14 ] |
| 2011年 | 6,580            | 3,250            | [ 15 ] |
| 2012年 | 6,464            | 3,196            | [ 16 ] |
| 2013年 | 6,523            | 3,227            | [ 17 ] |
| 2014年 | 6,365            | 3,151            | [ 18 ] |
| 2015年 | 6,468            | 3,202            | [ 19 ] |
| 2016年 | 6,572            | 3,279            | [ 20 ] |
| 2017年 | 6,551            | 3,270            | [ 21 ] |
| 2018年 | 6,647            | 3,311            | [ 22 ] |
| 2019年 | 6,704            | 3,355            | [ 23 ] |

## 駅周辺
駅の東側には公団湊駅前団地などが建ち並ぶ住宅地。西側には小規模店舗が堺阪南線との間に点在している。
かつて、大阪市電阪堺線が湊駅北西300mの出島電停まで来ていた（1968年9月限りで廃止）。
- 堺出島漁港
  - 堺出島ヨットハーバー
  - 民間航空輸送発祥記念碑
  - とれとれ市（毎週土曜・日曜に開催）
- 堺市立大浜中学校
- 堺市消防局
- 堺出島郵便局
- 湊潮湯
- シティホテル青雲荘
- 臨海ホテル北店

## 隣の駅
南海電気鉄道
 南海本線
■特急サザン・■急行・■空港急行・■区間急行
通過
■準急（難波行きのみ運転）・■普通
堺駅 (NK11) - 湊駅 (NK12) - 石津川駅 (NK13)
- ( ) 内は駅番号を示す。